# Olaf Bernstengel
Olaf Bernstengel (* 13. Mai 1952 in Dresden; † 27. Januar 2020 ebenda) war ein deutscher Puppentheaterhistoriker, Autor und Puppenspieler.

## Leben
Bernstengel absolvierte 1970 sein Abitur im Gymnasium Dresden-Plauen und studierte anschließend Philosophie und Theaterwissenschaften in Leipzig. Von 1977 bis 1982 arbeitete er am Puppentheater Magdeburg. Zwischen 1981 und 1994 war er stellvertretender Direktor der Dresdener Puppentheatersammlung.
Bernstengel promovierte 1991 an der Pädagogischen Hochschule „Karl Friedrich Wilhelm Wander“ Dresden zum Thema Das sächsische Wandermarionettentheater zwischen 1800 und 1933 und war ab 1994 freiberuflicher Puppenspieler beim 1982 gegründeten Puppentheater Fundus-Marionetten-Dresden, zunächst mit Detlef Kaminsky und später auch als Solospieler. Bernstengel verfasste mehrere Bücher zum Thema Puppen- und Marionettentheater und wurde als fachlicher Ratgeber auch „geistige[r] Vater des Mitteldeutschen Marionettentheatermuseums in Bad Liebenwerda.“ Im Museum des Puppentheaters Magdeburg, Villa p., war Bernstengel maßgeblich an der 2012 eröffneten Dauerausstellung zur Geschichte des Puppenspiels beteiligt.
Von 1994 bis 2011 war Bernstengel Intendant des Internationalen Puppentheaterfestivals im österreichischen Mistelbach. Zudem war er über 20 Jahre bis 2018 als künstlerischer Leiter des Internationalen Puppentheaterfestivals im Elbe-Elster-Land tätig. Er verstarb nach langer Krankheit 2020 in Dresden.

## Politisches
Laut in der Behörde des Bundesbeauftragten für die Stasi-Unterlagen (BStU) erhalten gebliebenen Akten war Bernstengel 1975 als Inoffizieller Mitarbeiter des Ministeriums für Staatssicherheit (MfS) der DDR verpflichtet worden.

## Auszeichnungen (Auswahl)
- 2004: Grand Prix Artistique Deutschland
- 2007: Preis für die Bewahrung von Puppenspieltraditionen
- 2009: Kunstpreis Elbe-Elster

## Veröffentlichungen (Auswahl)
- 1982: Xaver Schichtl: Puppenspieler in Magdeburg 1920–1944.
- 1993: mit Katharina Kreschel: Der Barbier Fritze Bollmann. In: Brandenburger Originale, Brandenburger Museums-Handbuch.
- 1995: Sächsisches Wandermarionettentheater. Verlag der Kunst Dresden.
- 2005: Dresdner Puppenspielmosaik. Sutton Verlag, Erfurt.
- 2007: mit Lars Rebehn: Volkstheater an Fäden. Vom Massenmedium zum musealen Objekt – sächsisches Marionettentheater im 20. Jahrhundert. Mitteldeutscher Verlag, Halle/Saale.
- 2011: Morgen Kinder wird’s was geben … Verlagsgruppe Husum.